# Xoán Montes Capón
Xoán Montes Capón (Lugo, 13 de Abril de 1840 - Lugo, 24 de Junho de 1899) foi um compositor, organista e director galego.

## Biografia
Xoán Montes é um dos músicos mais inspirados que deu a Galiza, considerado uma figura preeminente da sua ressurgência artística. Em Outubro de 1850 ingressa como aluno interno no Seminário de São Lourenço de Lugo, onde cursa com as máximas qualificações a carreira religiosa.
É nesta etapa que desenvolve os seus estudos musicais e na qual compõe as suas primeiras obras (peças), de carácter religioso: glosas, gozos, jaculatórias, Stabat Mater, motetes, viacrucis... entre as quais destacam: “Las siete palabras de N. S. J. en la Cruz”, o motete “O Salutatis Hóstia” ou o hino “Veni Creator Spiritus”.
Aos 13 anos, o vice-reitor do seminário encarrega-lhe a criação dum coro de seminaristas para os cultos do mês de Maio à Virgem dos Olhos Grandes da catedral de Lugo com que alcança um grande sucesso e onde mostra também a sua faceta como organista. 
No ano 1863, renuncia à carreira sacerdotal para se dedicar totalmente à música, a sua grande vocação, começando assim um percurso como pianista em diferentes locais da sua vila natal, onde interpreta obras de Mendelssohn, Puccini e Verdi, entre outros, ao mesmo tempo que actua em teatros e sociedades culturais e artísticas da vila.
Em 1879, cria-se, sob a sua direcção, o Orfeão Lucense, que depois se chamara Orfeón Gallego, com que o autor consegue numerosos sucessos em diferentes certames musicais dentro e fora da Galiza (primeiro premio em Havana no certame organizado pela Sociedade Aires da Minha Terra), interpretando obras compostas por ele sobre textos de poetas galegos como Rosália de Castro, Curros Enríquez ou Eduardo Pondal. 
Em 1886, os seus méritos artísticos são reconhecidos com a condecoração de Cavalheiro da Ordem de Isabel a Católica, distinção que recusa num acto de singeleza, pois como ele dizia, “só aceito galardões que se conquistam em luta pela divina arte”.
Entre os títulos mais importantes da sua obra religiosa podem-se destacar: “Te Deum” (para quatro vozes e orquestra), “Misa de réquiem” (a três vozes, orquestra ou órgão) ou “Ave Maris Stella”, alem de varias missas, gozos... 
Nas obras de produção profana, merecem especial menção as seis Baladas Gallegas (“As lixeiras anduriñas”, “Doce sono” e “Negra sombra”, sobre textos de Rosália de Castro, “Lonxe d’a terriña” e “O pensar d’o labrego” com textos de Aureliano J. Pereira e “Unha noite na eira do trigo” sobre o poema de Curros Enríquez) para canto e piano, as seis jóias mais estimáveis de Montes.